# Peter Alexis
Peter Alexis (ur. 4 listopada 1992 w Wilkes-Barre) – amerykański koszykarz, występujący na pozycji środkowego, obecnie zawodnik Miasta Szkła Krosno.
8 stycznia 2019 został zawodnikiem Miasta Szkła Krosno.

## Osiągnięcia
Stan na 4 lutego 2018, na podstawie, o ile nie zaznaczono inaczej.
NCAA II
- Zawodnik roku konferencji CACC (2016)
- Zaliczony do:
  - I składu:
    - CACC (2014, 2016)
    - Capital One Division II Academic All-District 1 (2014)
    - Philadelphia Inquirer Academic All-Area (2014)
    - CACC Winter All-Academic (2014)

  - II składu CACC (2015)
  - III składu:
    - CACC (2013)
    - Capital One Academic All-America Division II (2015)